# Vándor Attila
Vándor Attila (Győr, 1973. november 10. –) magyar színész.

## Életpályája
Győrben született. Kiválóan hegedül. Gyermekkorában többször nyert díjat szülővárosában az ifjúmuzsikusok fesztiválján.Színjátszóként az Arrabona Diákszínpadnál kezdte, majd 1994-től a Győri Nemzeti Színháznál indult pályája, 1998-tól lett színművész, 2009-ig játszott Győrben. Közben 1999-től beszédtechnikát tanított a győri musical stúdióban. 2010-től a Szigliget Színházhoz szerződött, azóta a szolnoki társulat tagja.

## Fontosabb színházi szerepei
- Molière: Scapin, avagy a nápolyi álmok... Leander
- Ruzante: A csapodár madárka... Tonin, bergamói katona
- William Shakespeare: Macbeth... Macduff, tábornok
- William Shakespeare: Lóvátett lovagok... Boyet, a király kíséretében
- William Shakespeare: Lear király... Burgund hercege
- William Shakespeare: A makrancos hölgy... Pap
- William Shakespeare: Romeo és Júlia... Ábrahám, Montague szolgája
- Friedrich Schiller: Stuart Mária... O’Kelly, Mortimer barátja
- Szophoklész: Antigoné... Haimon
- Anton Pavlovics Csehov: Cseresznyéskert... Postamester
- Mihail Afanaszjevics Bulgakov: A Mester és Margarita... Gestas
- George Bernard Shaw: Szent Johanna... Bertrand de Poulengey
- Émile Zola: Nana... Festő
- Arthur Miller: A salemi boszorkányok... Herrick
- Friedrich Dürrenmatt: A fizikusok... Törvényszéki orvos
- Ken Kesey: Kakukkfészek... Sefelt
- Bertolt Brecht – Kurt Weill: Koldusopera... Smith
- Thornton Wilder: A mi kis városunk... Wally Webb, fiatal fiú, Emily testvére
- Jaroslav Hašek – Spiró György: Svejk... II. magyar katona
- Leonard Bernstein: West Side Story... Indió
- Neil Simon: Furcsa pár... Speed
- Reginald Rose: Tizenkét dühös ember... 5. sz. Esküdt
- Peter Shaffer: Black Comedy... Harold Gorringe
- Alexander Breffort – Márguerite Monnot: Irma, te édes!... Pingpong
- Giulio Scarnacci – Renzo Tarabusi: Kaviár és lencse... Raimondo
- Irvine Welsh – Harry Gibson: Vonatles (Trainspotting)... Spud
- Joseph Kesselring: Arzén és levendula... Rooney hadnagy
- Vörösmarty Mihály: Csongor és Tünde... Mester
- Jókai Mór: A kőszívű ember fiai... Palvicz Ottó
- Nóti Károly: Nyitott ablak... Őrnagy
- Bródy Sándor: A tanítónő... Járásorvos
- Szép Ernő: Patika... Karfunkerl
- Molnár Ferenc: Liliom... Kádár István
- Molnár Ferenc: Az üvegcipő... Fényképész
- Molnár Ferenc: Egy, kettő, három... Ferdinánd, maitre
- Herczeg Ferenc: Déryné ifjasszony... Felhőffy
- Bíró Lajos: Sárga liliom... Illésházy István gróf, főhadnagy
- Hunyady Sándor: A három sárkány... Éthordó
- Hunyady Sándor – Makk Károly – Bacsó Péter – Tasnádi István: A vöröslámpás ház... Fővadász
- Rejtő Jenő: Vesztegzár a Grand Hotelben... Elder, felügyelő
- Rideg Sándor: Indul a bakterház... Piócás
- Walter László – Harmath Imre – Szüle Mihály: Egy bolond százat csinál... I.rendőr
- Szakonyi Károly: Adáshiba... Emberfi
- Szabó Magda: Régimódi történet... Majthényi Béla
- Gágyor Péter: Lear lányai... Bolond
- Mészáros István: Lift... Adam
- Kiss József: A boldog (Utolsóból első)... Sándor István
- Kszel Attila: La Fontaine, avagy a csodák éjszakája... La Fontaine
- Böhm György – Horváth Péter – Korcsmáros György – Dés László: Valahol Európában... Leventeoktató
- Müller Péter – Tolcsvay László – Müller Péter Sziámi: Isten pénze... Mr. Ortle; Temetkezési vállalkozó
- Szörényi Levente – Bródy János: Kőműves Kelemen... Márton
- Tasnádi István – Fenyő Miklós: Made in Hungária... Tripolisz, bass
- Fenyő Miklós – Novai Gábor: Hotel Menthol... Steksz (Teddy)
- Johann Strauss: A cigánybáró ... Józsi
- George Bernard Shaw – Alan Jay Lerner – Frederick Loewe: My Fair Lady... Harmadik csavargó
- Kálmán Imre: Marica grófnő... Lajcsi cigányprímás
- Kálmán Imre: Cirkuszhercegnő... Petrovics hadnagy
- Ábrahám Pál: Bál a Savoyban... Maurice
- Huszka Jenő: Gül Baba... Rózsatolvaj
- Jacobi Viktor: Leányvásár... Bob
- Eisemann Mihály – Szilágyi László: Én és a kisöcsém... Végrehajtó
- Lehár Ferenc: Luxemburg grófja... Saville
- Lehár Ferenc: A víg özvegy... Rendező
- Szirmai Albert – Bakonyi Károly – Gábor Andor: Mágnás Miska... Cigány
- Zerkovitz Béla: Csókos asszony... Rendőr
- Jékely Zoltán: Mátyás király juhásza... Baraboly vitéz
- Csukás István: Süsü, a sárkány... Sárkányfűárus
- Carlo Collodi: Pinokkió... Sánta Róka
- L. Frank Baum: Óz, a nagy varázsló... Madárijesztő
- Rudyard Kipling – Geszti Péter – Békés Pál – Dés László: A dzsungel könyve... Vérfarkas, Ká
- David Seidler: A király beszéde... David, walesi herceg

## Filmek, tv
- Zsaruvér és Csigavér I.: A királyné nyakéke (2001)
- Fenyő Miklós – Novai Gábor: Hotel Menthol (színházi előadás tv-felvétele, 2001)
- Either/Or (2009)[6] rendező: Giorgi Mrevlishvili
- Ó, mily igaz, ó, mily mulandó (2009)[7] rendező: Antal Attila